# Hilda Clark
Hilda Clark (* 12. Januar 1881, in Street, Somerset; † 24. Februar 1955 in Street, Somerset) war eine britische Medizinerin und Pazifistin.

## Leben und Tätigkeit

### Jugend und Ausbildung
Clark war das jüngste von sechs Kindern des Schuhfabrikanten William Stephens Clark und seiner Frau Helen Priestman, geb. Bright. Dem Vater gehörte die Fabrik Clarks’ Shoe Factory in Somerset. Die Familie gehörte den Quäkern (Society of Friends) an, deren pazifistische und karitative Ansichten Clark ein Leben lang prägten. Die Atmosphäre im Elternhaus war zudem liberal und reformistisch, so gehörten die Eltern zu den frühen Befürwortern der Bewegung für das Frauenwahlrecht (Suffragetten), in der die Tochter sich in den Jahren vor dem Ersten Weltkrieg engagierte.
Clark wurde zu Hause unterrichtet und besuchte dann die Schule in Southport und die Mount School in York. Anschließend studierte sie Medizin in Birmingham. 1908 bestand sie die medizinische Abschlussprüfung an der London University.
Als eine der ersten Frauen, die in Großbritannien für den medizinischen Beruf zugelassen wurden, spezialisierte sie sich auf das Gebiet der Geburtshilfe und arbeitete auf diesem in der Birminghamer Frauenklinik (Birmingham Maternity Hospital). Als Verfechterin der neuen Tuberkuloseinjektion als Mittel zur Vorsorge gegen diese Krankheit betätigte sie sich als Tuberkuloseärztin in Portsmouth. 1914 publizierte sie hierüber das Buch Dispensary Treatment of Pulmonary Tuberculosis.

### Erster Weltkrieg
Während des Ersten Weltkriegs betätigte Clark sich entsprechend ihren quäkerisch-pazifistischen Anschauungen in der von ihr zusammen mit Edmund Harvey 1914 gegründeten Friends War Victims Relief, der Quäkerhilfe für Kriegsopfer. Sie sammelte Gelder und Lebensmittel für die Bewohner von kriegsgeschädigten Ländern und errichtete während des Krieges Frauenkrankenhäuser in den kriegszerrütteten Gebieten Frankreichs und Belgiens, um die Bevölkerung im rückwärtigen Frontgebiet zu betreuen. Das bedeutendste hiervon war die Frauenklinik in Châlons-sur-Marne, die sie nach der Marneschlacht aufbaute. Später kam eine kleine Klinik bei Sermaize-les-Bains und ein Kinderhort bei Bettancourt hinzu. Im Sommer 1918 erlitt sie einen Kreislaufkollaps infolge Überarbeitung.

### Zwischenkriegszeit
Nach dem Ende des Krieges ging Clark auf Empfehlung ihres Freundes Jan Smuts nach Österreich, wo sie ab Juli 1919 die Quäkerhilfe in Wien, insbesondere für Säuglinge und Kinder, organisierte. Die von ihr aufgebaute Organisation (Friends’ Emergency and War Victims Relief Committee) leistete maßgebliche Beiträge bei der Versorgung von 2 Millionen Wienern mit Nahrungsmitteln – insbesondere Milch – und bei der Bekämpfung von durch Fehl- und Unterernährung verursachten Krankheiten wie Rachitis, Tuberkulose und Dystrophie. Zu diesem Zweck sammelte Clark Devisen, um in der Schweiz und den Niederlanden Kühe zu erwerben, die Bauern auf Höfen außerhalb von Wien zugeführt wurden, während sie gleichzeitig Viehfutter in Kroatien und der Tschechoslowakei beschaffte. Auf diese Weise wurde es möglich, die Hilfswerke der Quäker (zumal die Kinderhilfswerke) im Umland der österreichischen Hauptstadt mit Milch und weiteren Nahrungsmitteln zu versorgen, die an die Wiener Bevölkerung verteilt wurden.
1922 bereiste Clark Polen und verfasste einen Bericht über die desolaten Lebensverhältnisse dort. In den folgenden Jahren engagierte sich Clark für den Völkerbund, für den sie ab 1930 in der International Commission for the Assistance of Children Refugees saß. In diesen Jahren widmete sie sich der Unterstützung von Flüchtlingen, zumal Frauen und Kindern, aus Serbien, Bulgarien, der Türkei und insbesondere aus Griechenland. Des Weiteren betätigte sich Clark seit den 1920er Jahren in der Women International League und im Women’s Peace Crusade.
1936 ging Clark nach Spanien, um den zivilen Opfern des Spanischen Bürgerkrieges medizinischen Beistand zukommen zu lassen. 1938 und 1939 unterstützte sie jüdische Flüchtlinge aus Österreich und dem Deutschen Reich. Von 1938 bis 1945 saß sie zudem im Aufsichtsrat der International Commission for Refugee Children.

### Zweiter Weltkrieg und letzte Jahre
Während des Zweiten Weltkriegs war Clark in der Soldiers’, Sailors’ and Airmen’s Families Association in Kent tätig.
In den letzten Jahren ihres Lebens litt Clark an der Parkinson-Krankheit. Sie liegt auf dem Friedhof der Quäker in Street im selben Grab wie Edith Pye begraben.
Von den nationalsozialistischen Polizeiorganen wurde Clark nach Kriegsbeginn als wichtige Zielperson eingestuft: Im Frühjahr 1940 setzte das Reichssicherheitshauptamt in Berlin sie auf die Sonderfahndungsliste G.B., ein Verzeichnis von Personen, die im Falle einer erfolgreichen deutschen Invasion Großbritanniens durch die Sonderkommandos der SS-Einsatzgruppen mit besonderer Priorität ausfindig gemacht und verhaftet werden sollten.

## Schriften
- Dispensary Treatment of Pulmonary Tuberculosis. 1914.
- War and Its Aftermath: Letters from Hilda Clark ... from France, Austria and the Near East, 1914–1924. 1956.